# 基隆市議會第十八屆議員列表
基隆市議會第十八屆議員於2014年11月29日的2014年中華民國地方公職人員選舉中選出，總議席31席，其中國民黨14席、民進黨9席、親民黨3席、民國黨1席及無黨籍3席。

## 名單
| 選區                  | 政黨                    | 姓名     | 備註                                                       |
| --------------------- | ----------------------- | -------- | ---------------------------------------------------------- |
| 第一選區 中正區       | 中國國民黨              | 呂美玲   |                                                            |
| 第一選區 中正區       | 中國國民黨              | 藍敏煌   |                                                            |
| 第一選區 中正區       | 民主進步黨              | 詹春陽   |                                                            |
| 第一選區 中正區       | 親民黨                  | 徐莉莉   |                                                            |
| 第二選區 信義區       | 中國國民黨              | 何淑萍   |                                                            |
| 第二選區 信義區       | 中國國民黨              | 張漢土   |                                                            |
| 第二選區 信義區       | 民主進步黨              | 陳東財   |                                                            |
| 第二選區 信義區       | 無黨籍                  | 韓良圻   |                                                            |
| 第三選區 仁愛區       | 中國國民黨              | 莊榮欽   |                                                            |
| 第三選區 仁愛區       | 中國國民黨              | 曾紀嚴   |                                                            |
| 第三選區 仁愛區       | 中國國民黨              | 張芳麗   |                                                            |
| 第三選區 仁愛區       | 民主進步黨              | 游祥耀   |                                                            |
| 第四選區 中山區       | 中國國民黨              | 宋瑋莉   | 議長                                                       |
| 第四選區 中山區       | 中國國民黨 · ↓ · 民國黨 | 楊石城   | 2015年10月2日接受民國黨徵召，參選第9屆基隆市區域立法委員。 |
| 第四選區 中山區       | 民主進步黨              | 施世明   |                                                            |
| 第四選區 中山區       | 民主進步黨              | 張錦煌   |                                                            |
| 第五選區 安樂區       | 中國國民黨              | 秦鉦     |                                                            |
| 第五選區 安樂區       | 中國國民黨              | 俞叁發   |                                                            |
| 第五選區 安樂區       | 中國國民黨              | 鄭林清良 |                                                            |
| 第五選區 安樂區       | 民主進步黨              | 陳志成   |                                                            |
| 第五選區 安樂區       | 民主進步黨              | 洪森永   |                                                            |
| 第五選區 安樂區       | 民主進步黨              | 蔡適應   | 2016年2月1日轉任立法委員                                   |
| 第五選區 安樂區       | 親民黨                  | 莊錦田   |                                                            |
| 第六選區 暖暖區       | 中國國民黨              | 陳江山   |                                                            |
| 第六選區 暖暖區       | 民主進步黨              | 林明智   |                                                            |
| 第六選區 暖暖區       | 中國國民黨              | 連恩典   | 加入 中國國民黨                                            |
| 第七選區 七堵區       | 中國國民黨              | 蔡旺璉   | 副議長                                                     |
| 第七選區 七堵區       | 民主進步黨              | 蘇仁和   |                                                            |
| 第七選區 七堵區       | 親民黨                  | 楊秀玉   |                                                            |
| 第七選區 七堵區       | 無黨籍                  | 張耿輝   |                                                            |
| 第八選區 平地原住民區 | 無黨籍                  | 陳明建   |                                                            |